# Монастырь Бистрица (Молдова)
Монастырь Бистрица (Быстрица, рум. Mănăstirea Bistrița) — монастырь Румынской православной церкви, расположенный в 8 км к западу от Пьятра-Нямца. Церковь была освящена в 1402 году. Основан молдавским князем Александру Чел Бун, мощи которого хранятся в ней. Монастырский храм богато расписан, ценен как образец византийской архитектуры своего времени.
Монастырь окружен 4-метровой каменной стеной, построенной во времена правления Петра Рареша (1541—1546), по преданию, оригинал был разрушен в 1538 году армией Сулеймана Великолепного. К этому времени относится часовня, расположенная к северу от монастыря. Во дворе находится колокольня, построенная в 1498 году Стефаном Великим. В связи с масштабной реставрацией монастыря в 1554 году строителем считается также Александру Лэпушняну.
Самой чтимой святыней монастыря является чудотворная икона Святой Анны, подаренная монастырю Еленой Драгаш и присланная Григорием Цамблаком. Монастырь считается подарком православному народу Молдовы правящей династии Мушаты.